# Transportes Estrela
TEL - Transportes Estrela S. A., foi uma empresa brasileira de transporte coletivo urbano da cidade do Rio de Janeiro. Era filiada ao Rio Ônibus, sendo uma concessionária municipal. Sua sede ficava no bairro de Marechal Hermes, na capital fluminense.

## História
A empresa foi fundada em 1950 como empresa de lotações. Em 1963, o então governador do Estado da Guanabara, Carlos Lacerda, decretou fim das lotações, fazendo com que ela passasse a operar com ônibus convencionais. A empresa atende novamente a linha 719 (Parque União x Rocha Miranda), com intervalos de 11 minutos.
Após a padronização imposta pelo poder público municipal em 2010, deixou suas cores originais e adotou as cores dos consórcios Internorte e Transcarioca.
Por dificuldades financeiras, encerrou suas atividades no dia 31 de julho de 2020.

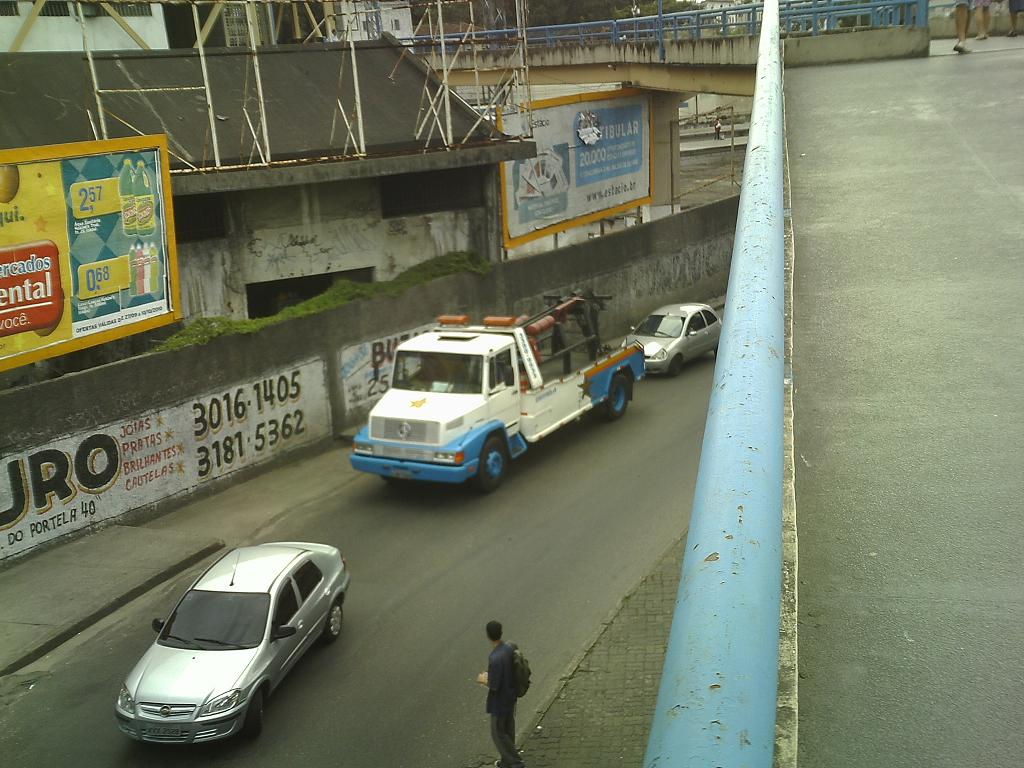
Reboque Transportes Estrela.